# Grammaria gracilis
Grammaria gracilis är en nässeldjursart som beskrevs av William Stimpson 1854. Grammaria gracilis ingår i släktet Grammaria och familjen Lafoeidae. Inga underarter finns listade i Catalogue of Life.